# Udet U 11
Udet U 11 Kondor var ett tyskt passagerarflygplan som användes av Lufthansa under slutet av 1920-talet.
Chefskonstruktören Hans Hermann vid Udet Flugzeugbau GmbH konstruerade flygplanet som ett snabbt passagerarflygplan för passagerartrafik.
Flygplanet var ett högvingat monoplan. I flygplanets nos fanns en öppen förarkabin med plats för två piloter ytterligare en öppen sittplats fanns för en eventuell navigatör. De åtta passagerarna färdades inne i flygplanskroppen som var tillverkad av duralumin. Förutom passagerarutrymme fanns en avdelning för gods och en enkel toalett. Motorerna som var placerade under vingarna drev varsin tvåbladig skjutande propeller.
Flygplanet var försett med ett hjullandställ fäst i flygplanskroppen i vingens framkant samt en kraftig sporrfjäder under fenan. Lufthansa bedrev linjetrafik med typen 1926-1928.
Flygplanet fick sitt luftvärdighetsbevis i samband med registreringen 8 april 1926. Det fördes in i det tyska luftfartygsregistret som D-828. Första registrerade ägare blev Deutsche Aero-Lloyd AG som förde över flygplanet till DLH 1926. Eftersom flygplanet visade sig ha dåliga flygegenskaper vägrade DLH att godkänna flygplanet. Efter förhandlingar såldes flygplanet till DVS för 500 000 riksmark, under leveransflygningen havererade flygplanet och hade vid tidpunkten för haveriet kostat DLH 1 miljon riksmark.